# 巴氏月花鮨
巴氏月花鮨，又稱巴氏月花鱸，為輻鰭魚綱鱸形目鱸亞目鮨科的其中一種，分布於中西太平洋珊瑚海切斯特菲爾德群島海域，棲息深度可達300公尺，體長可達13.3公分，為底棲性魚類，屬肉食性，生活習性不明。

## 擴展閱讀
維基物種上的相關：巴氏月花鮨